# Derby Hills
Derby Hills var en civil parish från 1858 till 1983 då den blev en del av Melbourne och Ticknall, i distriktet South Derbyshire, i grevskapet Derbyshire, i England. Civil parish var belägen 13 km från Derby och hade 39 invånare år 1971.